# 'Til a Tear Becomes a Rose
 'Til a Tear Becomes a Rose is een single van de Amerikaanse countryzanger Leon Everette. Het nummer werd in 1985 uitgebracht door Mercury Records, en was een onderdeel van het album Where's the Fire. Zijn versie behaalde de 44e positie in de Hot Country Songs.
Het nummer werd later gecoverd door Keith Whitley, als een duet met zijn vrouw van dat moment, Lorrie Morgan. Het was het enige nummer van zijn Greatest Hits-album. Zijn versie behaalde de 13e positie in de countrylijsten.
Een derde versie werd in 1990 uitgebracht door Jann Browne, als onderdeel van het album Tell Me Why.

## Hitlijsten

### Leon Everette
| Hitlijst (1985)                           | Hoogste positie |
| ----------------------------------------- | --------------- |
| VS Billboard Hot Country Singles & Tracks | 44              |

### Keith Whitley & Lorrie Morgan
| Hitlijst (1990–1991)                      | Hoogste positie |
| ----------------------------------------- | --------------- |
| VS Billboard Hot Country Singles & Tracks | 13              |
| Canadese RPM Country Tracks               | 13              |